# HELLO WORLD
《HELLO WORLD》（日語：ハロー・ワールド）是2019年9月20日于日本上映的日本原創動畫電影。此外本作有出外傳短篇三篇，每集約10分鐘。

## 摘要
这是伊藤智彦继2017年《刀剑神域剧场版：序列争战》后第一套动画，亦是其第6部执导电影作。腳本則由小說家野崎惑負責，角色原案來自參與過K-ON！輕音部與幸運星的堀口悠紀子。並由擅長3D動畫的Graphinica製作。本作亦為北村匠海首次挑戰為動畫片配音，使用預先錄音再進行畫面製作的流程。

## 劇情
在2027年的京都，科技發達的電子化時代，男主角是整天都埋首在書堆中的一名高中生堅書直實，對自己一向都沒有自信，有天一隻三隻腳的烏鴉出現在直實的面前，把直實嚇得手上的袋子掉落一地，裡頭的書也掉了出來，這時那隻烏鴉把書咬起便飛走了，飛到一處神社前的鳥居下，男主也追了過來撿起了書，這時突然出現了向電玩般的線條正在圍著直實，一名白衣成年男子出現，且喃喃自語說「成功了嗎？」並詢問直實現在是西元幾年，直實看到就嚇跑了，沒想到白衣男子很快得就追到了，並說「我是十年後的堅書直實」，這時小直實喊「我要報警瞜」，剛好一位男孩走了過去。隔日烏鴉逼迫小直實去找十年後的直實，十年後的直實就帶小直實參觀「阿爾塔拉」，解釋完一切後，他們上了公車，照著大直實說的做就遇到了女主角一行瑠璃，但小直實說「她不是我的菜，她不可愛......」。大直實就氣得帶小直實去看看瑠璃，不料大直實竟落下了眼淚。經過一番解釋後，才得知大直實跟瑠璃交往三個月後一齊去看煙火，沒想到一道轟天巨雷落下打中了瑠璃，從此她在大直實的α時空線昏迷了10年，所以大直實要做的是把她從β時空線（一行瑠璃存活的世界）和α時空線做結合，原因是只為了「再看一次瑠璃的一次笑容」，之後展開了為期三個月的訓練，從橡皮擦到鐵再到黑洞，之後男主一步一步揭穿大直實的計劃......。

## 登場人物

### 主要角色
堅書直實（聲：北村匠海）
一名住在日本京都的16岁高中一年級生，学校的图书馆委员会委员。
カタガキナオミ/ 老師（聲：松坂桃李）
10年後的堅書直實，为了修复琉璃的脑部不惜从现实进入ALLTALE的记录世界。
一行瑠璃（聲：濱邊美波）
堅書直實的同学和朋友，亦是图书馆委员会委员之一。
烏鴉（聲：釘宮理恵）
真實身分是現實的瑠璃化為烏鴉協助堅書直實。

### 次要角色
勘解由小路三鈴（聲：福原遥）
1年C班的圖書委員，在圖書委員會中是偶像般的存在。
千古恒久（聲：子安武人）
京斗大學教授。
徐依依（聲：壽美菜子）
千古教授的助手，中國人。講話會混雜中文與日文。

## 制作团队
- 原作、导演：伊藤智彥
- 编剧：野崎惑[7]
- 角色设计：堀口悠紀子
- 发行：东宝
- 动画制作：Graphinica
- 制作：“HELLO WORLD”制作委员会
- 主題曲：“イエスタデイ”

## 歌曲
主題曲(Yesterday)

作詞、作曲：藤原聰，編曲：蔦谷好位置，演唱：Official髭男dism
片頭曲
演唱：AAAMYYY，作曲：オカモトショウ、オカモトコウキ
片尾曲「新世界」
填詞：オカモトショウ、作曲：オカモトショウ、オカモトコウキ，編曲：OKAMOTO'S、小林武史，演唱：OKAMOTO'S
插入曲「Lost Game」
作詞：Jeremy Quartus、Ryan Octaviano，作曲、編曲：Jeremy Quartus，演唱：Nulbarich

## 趣聞
作為主要聲優演員的北村匠海和濱邊美波，在2017年時兩人曾共同主演電影《我想吃掉你的胰臟》的男女主角，在劇中的職務為圖書館委員。在2019年，兩人再次合作，為動畫《HELLO WORLD》配音，在劇中的職務亦為圖書館委員。
大坚书悬挂在自己的研究室的画名为《Christina’s World》，原作现藏于纽约MOMA。

## 改編媒體

### 網路動畫
各話列表
| 話數  | 標題        | 編劇   | 分鏡               | 導演               | 作畫監督   |
| ----- | ----------- | ------ | ------------------ | ------------------ | ---------- |
| 第1話 | Record 2027 | 野崎惑 | 山下敏幸、三皷梨菜 | 山下敏幸、三皷梨菜 | 堀口悠紀子 |
| 第2話 | Record 2032 | 野崎惑 | 小松田大全         | 道解慎太郎         | 堀口悠紀子 |
| 第3話 | Record 2036 | 野崎惑 | 伊藤智彥           | 横川和政           | 堀口悠紀子 |

播放管道
| 播放日期                | 播放時間             | 播放管道                | 備註      |
| ----------------------- | -------------------- | ----------------------- | --------- |
| 2019年9月13日 - 10月4日 | 星期五 22:00 - 22:10 | dTVチャンネル、ひかりTV |           |
| 2019年9月20日           | 星期五 22:00 -22:15  | AbemaTV                 | 僅限第1話 |

### 小說
HELLO WORLD
作者：野崎惑
| 卷數 | 集英社（集英社文庫） | 集英社（集英社文庫）   | 中国友谊出版公司 | 中国友谊出版公司       |
| 卷數 | 發售日期             | ISBN                   | 发售日期         | ISBN                   |
| ---- | -------------------- | ---------------------- | ---------------- | ---------------------- |
| 全   | 2019年6月21日        | ISBN 978-4-08-745886-2 | 2020年12月       | ISBN 978-7-5057-5047-0 |

HELLO WORLD電影小說
作者：松田朱夏
| 卷數 | 集英社（集英社未來文庫） | 集英社（集英社未來文庫） |
| 卷數 | 發售日期                 | ISBN                     |
| ---- | ------------------------ | ------------------------ |
| 全   | 2019年8月23日            | ISBN 978-4-08-321524-7   |

HELLO WORLD if ─世上最初的失戀者勘解由小路三鈴─
- 作者：

| 卷數 | 集英社（DASH X Bunko文庫） | 集英社（DASH X Bunko文庫） | 東立出版社    | 東立出版社             |
| 卷數 | 發售日期                   | ISBN                       | 發售日期      | ISBN                   |
| ---- | -------------------------- | -------------------------- | ------------- | ---------------------- |
| 全   | 2019年9月25日              | ISBN 978-4-08-631329-2     | 2020年7月13日 | ISBN 978-957-265-385-2 |

### 漫畫
| 卷數 | 集英社        | 集英社                 | 東立出版社    | 東立出版社             |
| 卷數 | 發售日期      | ISBN                   | 發售日期      | ISBN                   |
| ---- | ------------- | ---------------------- | ------------- | ---------------------- |
| 1    | 2019年9月19日 | ISBN 978-4-08-891415-2 | 2020年7月13日 | ISBN 978-957-26-5251-0 |
| 2    | 2020年5月24日 | ISBN 978-4-08-891554-8 | 2021年1月11日 | ISBN 978-957-26-5252-7 |

## 注脚
1. ↑  上海路画影视传媒协助推广
2. ↑  
电审进字［2020］第34号